# Miranda - The Tempest
Miranda - The Tempest (Nederlands: Miranda - De storm) is een schilderij van de prerafaëlitische Engelse kunstschilder John William Waterhouse uit 1916, 98 x 136 centimeter, olieverf op doek. Het toont Miranda uit William Shakespeares stuk The Tempest. Het werk bevindt zich in privécollectie.

## Thema
Miranda is een personage uit The Tempest, een toneelstuk van William Shakespeare. Zij is de dochter van Prospero. Nadat deze door broer Antonio als rechtmatige hertog van Milaan is afgezet, spendeert Prospero al zijn tijd op een klein eiland waar hij zijn magische kunsten vervolmaakt. Na twaalf jaar studie is hij klaar om zijn vijanden te verslaan en wanneer het lot Antonio's schip tot nabij de kust van het eiland brengt, ontketent Prospero met zijn magie een zware storm, waaraan het stuk zijn titel ontleent.
Miranda heeft haar vader al de tijd van zijn verblijf op het eiland vergezeld. Ze heeft er een extreem beschermd leven geleid en is een beetje wereldvreemd geworden. Ook heeft ze een sterke neiging om zich emotioneel te hechten. Als ze ziet hoe haar vader Prospero de sterke storm oproept, voelt ze zich emotioneel verbonden met het lot van de schipbreukelingen: 
O, I have suffered
With those that I saw suffer! (I.ii.5–6)
Het is dit tafereel dat Waterhouse afbeeldt op het hier besproken werk.

## Het schilderij
Al aan het begin van zijn carrière, in 1875, maakte Waterhouse een schilderij naar het thema van Shakespeares Miranda. In dit vroege werk beeldt hij haar af in een klassiek gewaad dat zo overgenomen lijkt uit de klassieke Griekse beeldhouwkunst. Hij toont haar smachtend op een rots, terwijl ze uitkijkt over de nog kalme zee, nog voordat de actie begint, hetgeen tamelijk ongebruikelijk mag heten. Heel in de verte zien we een zeil. De lucht begint te dreigen.
Aan het einde van zijn carrière, in 1916, een jaar voor zijn dood, keert Waterhouse naar dit thema terug, in twee vrijwel identieke werken, waarvan het hier besprokene het grootste is. De basale overeenkomst in de compositie maken de verschillen met zijn vroege Miranda des te opvallender. Waar de storm in zijn versie uit 1875 nog op gang moet komen, is deze in de versies uit 1916 in volle hevigheid losgebarsten. Het schip is de kust nu dicht genaderd en slingert over de schuimende golven. De wind waait stevig door Miranda's losse haren en losse kleding, die nu meer in de stijl is die ten tijde van Shakespeare gebruikelijk was. De zware plooien en diepe kleuren van haar gewaad, met de rode accenten van haar onderjurk, corresponderen met de omgeving en versterken het drama. Miranda wendt zich af in kwart profiel al van de toeschouwer, waarmee haar betrokkenheid bij de ramp wordt geaccentueerd.
De hier besproken versie van Miranda was de eerste van de twee die Waterhouse in 1916 schilderde en werd nog tijdens zijn leven geëxposeerd bij de Royal Academy of Arts. De kleinere versie was er te zien in 1917, kort na zijn overleden. De vroege versie uit 1875 was sinds haar voltooiing en eerste expositie bij de Royal Academy alleen bekend in de vorm van een kleine reproductie, totdat het werk in 2004 werd herontdekt in een Schotse privécollectie. Daar werd het verworven door kunsthandel Bonham's en weer doorverkocht aan een particuliere verzamelaar. In 2015 kwam het bij Sotheby's onder de hamer en bracht het 581.000 pond sterling op.

## Galerij

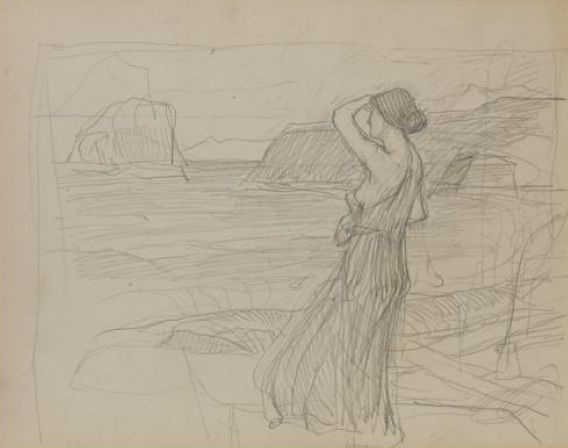
Studie, 1916, 22 x 18 cm.
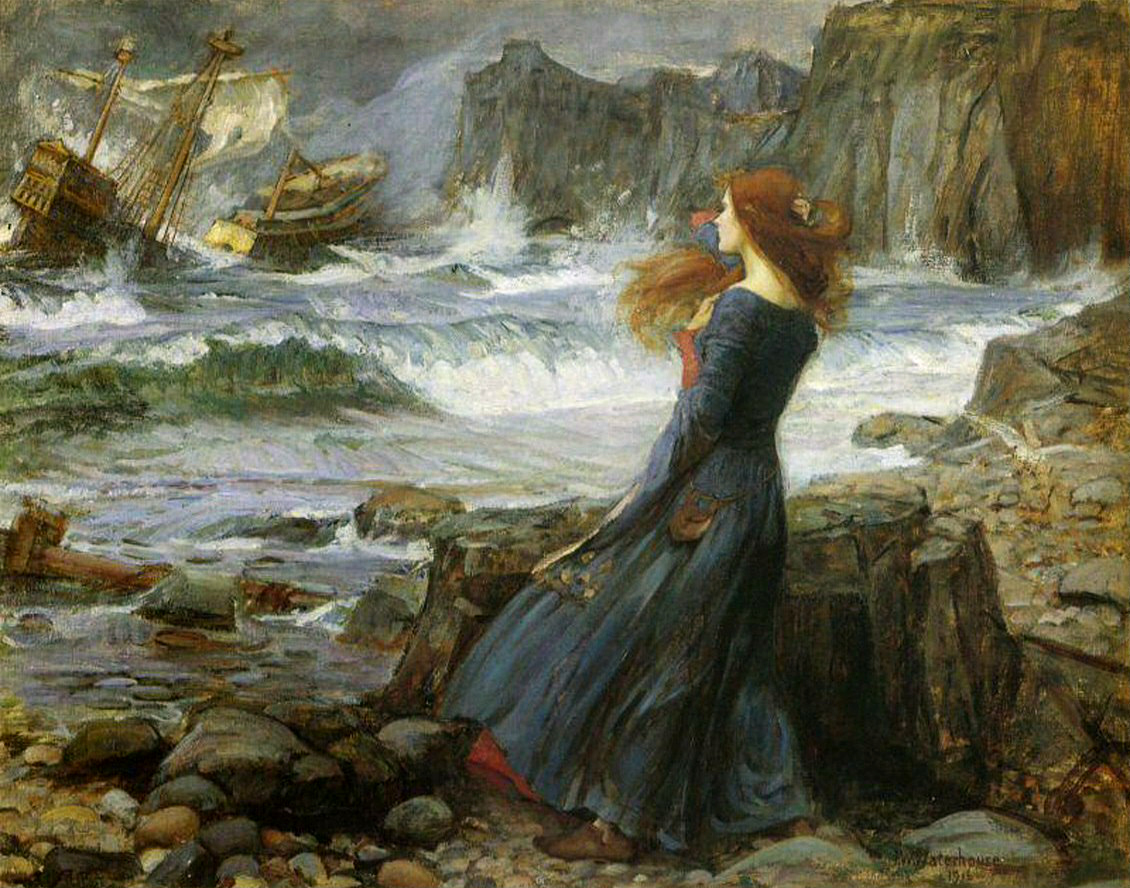
Tweede - kleinere- versie uit 1916, 47,5 x 60 cm., privécollectie Nicky en Roma Ryan
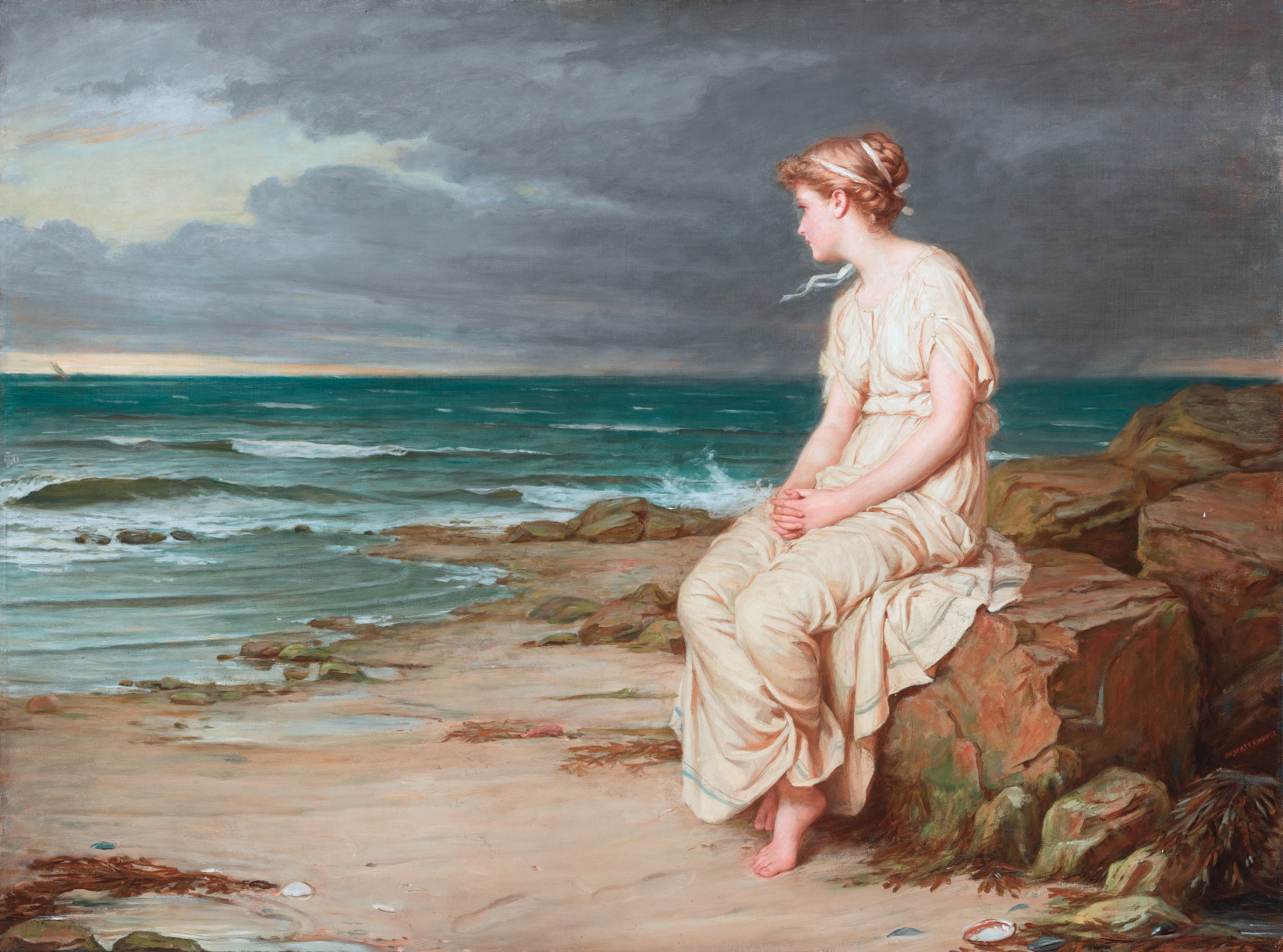
Versie uit 1875, 30,5 × 38,1 cm, privécollectie Robert en Ann Wiggins